# Actinocyclus
Actinocyclus Ehrenberg, 1831 è un genere di molluschi nudibranchi della famiglia Actinocyclidae.

## Tassonomia
Il genere comprende due specie:
- Actinocyclus papillatus (Bergh, 1878)
- Actinocyclus verrucosus Ehrenberg, 1831